# Semarang (Banjarnegara)
Semarang is een bestuurslaag in het regentschap Banjarnegara van de provincie Midden-Java, Indonesië. Semarang telt 4894 inwoners (volkstelling 2010).